# Vargas
Vargas er en af Venezuelas 23 delstater (estados). Den er beliggende helt mod nord i et kystområde ved Det Caribiske Hav tæt på hovedstaden Caracas. Delstaten er opkaldt efter Venezuelas første ikke-militære præsident José Maria Vargas. Delstaten er hjemsted for både landets største havn og lufthavn (som ligger ved byen Maiquetía). Hovedstaden hedder La Guaira.
I 1999 blev det geografiske centrum af Vargas ramt af større oversvømmelser og jordskred, kendt under navnet La Tragedia de Vargas, (Vargastragedien), hvilket kostede store tab af liv og ejendom og resulterede i at hele populationer måtte flytte samt udryddelse af nogle mindre byer. Tusinder døde og mange flygtede til andre delstater.

## Historie
I 1998 gjorde regeringen under ledelse af Rafael Caldera Vargas til en uafhængig kommune. Tidligere hørte området ind under Venezuelas Federale Distrikt, som bestod af Vargas og den nuværende Libertador Kommune (Libertador Municipio). Kort efter blev området Venezuelas 23. delstat.
I midten af december 1999 gjorde store mængder regn i flere dage i træk området katastroferamt med store oversvømmelser og jordskred. Flere veje, broer, private og offentlige bygninger kollapsede under de massive vandmasser. Desuden blev store dele af det elektriske netværk i delstaten ødelagt. Officielle tal angiver at mere end 50.000 mennesker var døde eller savnede efter katastrofen.

## Politik
- Delstatsregering: Venezuelas konstitution specificerer at delstatsregeringen er inddelt i udøvende og lovgivende magt. Den udøvende magt er ledt af guvernøren, mens den lovgivende magt er administreret af det lovgivende råd. Ifølge paragraf 160 i den venezuelanske konstitution skal guvernøren være venezuelaner, mere end 25 år og sekulariseret, og han vælges i en fireårs periode ved flertal.
- Kommuneregeringer: Konstitutionen specificerer ligeledes at kommunernes regeringer deles i udøvende og lovgivende magt. Den udøvende magt ledes af borgmesteren, mens den lovgivende styres af det kommunale råd.

### Politisk inddeling
Først i 1998 bliver delstaten selvstændig og på nuværende tidspunkt er den underinddelt i 1 kommune (municipio) og 11 sogn (parroquias).
10°34′N 66°52′V / 10.57°N 66.87°V